# Смешанная парная сборная Индии по кёрлингу
Смешанная парная сборная Индии по кёрлингу — смешанная национальная сборная команда (составленная из одного мужчины и одной женщины), представляет Индию на международных соревнованиях по кёрлингу. Управляющей организацией выступает Федерация кёрлинга Индии (англ. Curling Federation of India).

## Результаты выступлений

### Квалификационные турниры кчемпионатам мира
| Год       | Место          | Игры           | Победы         | Поражения      | Состав (женщина, мужчина, тренер) |
| --------- | -------------- | -------------- | -------------- | -------------- | --------------------------------- |
| 2019/2020 | не участвовали | не участвовали | не участвовали | не участвовали | не участвовали                    |
| 2022/2023 | 26             | 6              | 0              | 6              | Richa Patel, P. N. Raju           |
| 2023/2024 | 12             | 6              | 3              | 3              | Namini Chaudhari, P. N. Raju      |
| 2024/2025 | 21             | 7              | 2              | 5              | Namini Chaudhari, P. N. Raju      |